# Цзиньмыньдао
Цзиньмыньда́о, также Цзиньмэнь (кит. трад. 金門群島, палл. Цзиньмэнь цюньдао, буквально: «Архипелаг «Золотые ворота»») — острова в западной части Тайваньского пролива, находятся под управлением Китайской Республики. Географически расположены вблизи от берега провинции Фуцзянь Китайской Народной Республики, к востоку от города Сямынь (Амой) и к югу от города Цюаньчжоу провинции Фуцзянь КНР. Площадь — 153,1 км², население в 2010 году составляло 97 364 человек.

## География

Острова Цзиньмыньдао на карте Тайваня (красным)

Состоят из острова Цзиньмыньдао (Куэмой) (где проживает большинство населения), гораздо меньшего, но тоже населённого острова Сяоцзиньмыньдао (кит. трад. 小金門島), он же Малый Куэмой, остров и одноимённый посёлок Лиюй и ряда мелких островков, не имеющих постоянного гражданского населения.

## История
- Коксинга
- Первый кризис в Тайваньском проливе
- Второй кризис Тайваньского пролива
- Третий кризис в Тайваньском проливе

## Администрация
Административно острова составляют уезд Цзиньмынь (кит. 金門縣) провинции Фуцзянь Китайской Республики. Поскольку большая (материковая) часть Фуцзяни с 1949 контролируется КНР, фактическая территория провинции Фуцзянь Республики Китай в основном и ограничивается островами Цзиньмыньцюньдао, и несколькими гораздо меньшими островками у других частей фуцзяньских берегов (см. Мацзу (острова)). По этой причине правительство провинции Фуцзянь Республики Китай и находится на самих Цзиньмыньцюньдао, в их уездном центре и крупнейшем населённом пункте, поселке Цзиньчэн.
Власти КНР теоретически рассматривают уезд Цзиньмынь как один из уездов городского округа Цюаньчжоу провинции Фуцзянь КНР.

## Транспорт
Аэропорт Цзиньмынь — сообщение с главными аэропортами Тайваня.
Паромы из порта Шуйтоу, на юго-западе острова, на большую землю (на пристани Дунду и Утун в Сямыне, и в гавань Шицзин в округе Цюаньчжоу).
Местное паромное сообщение между (большим) Цзиньмыньдао и Малым Куэмоем (Леюем).

## Галерея

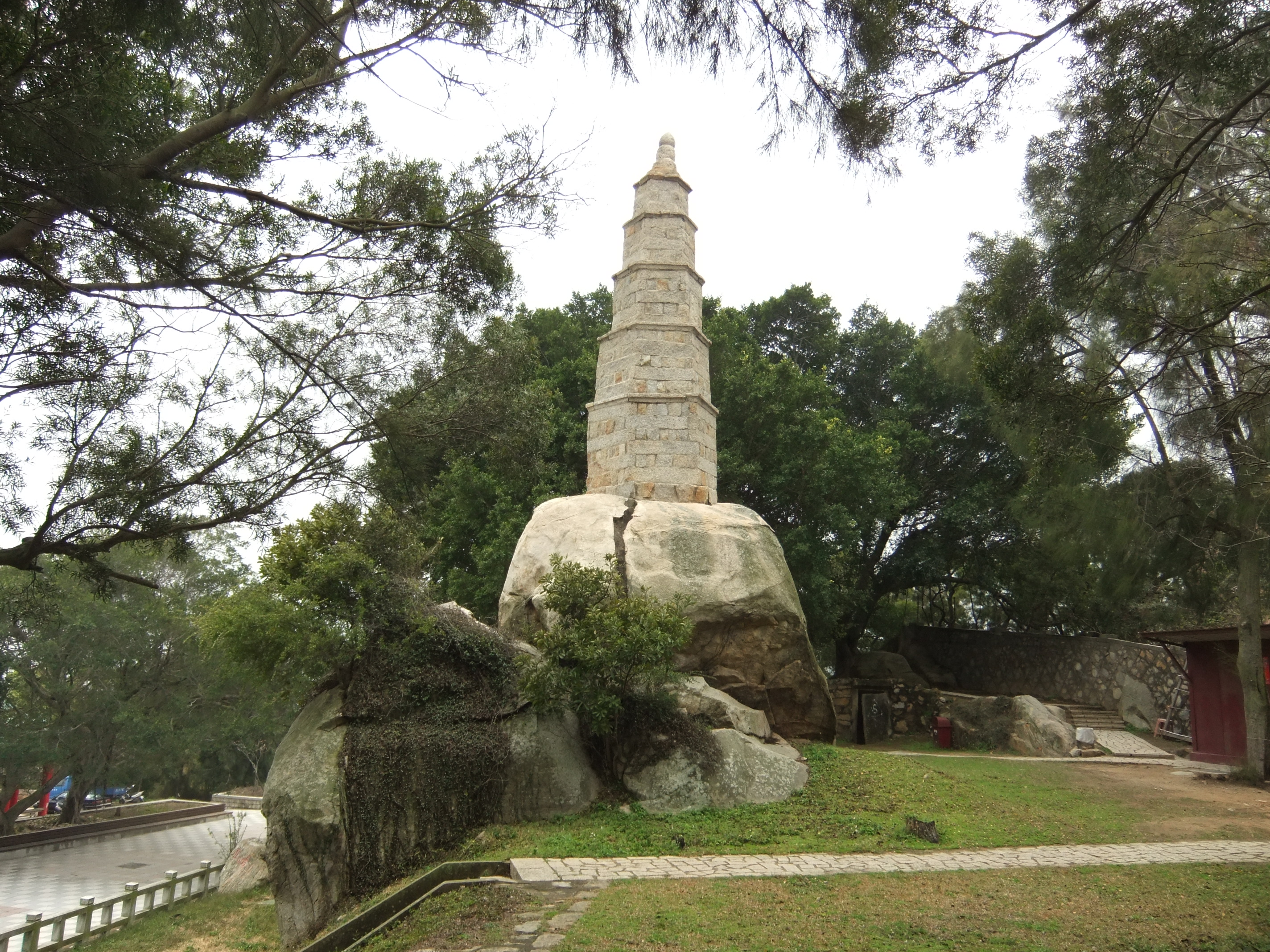
Пагода Вэньтай
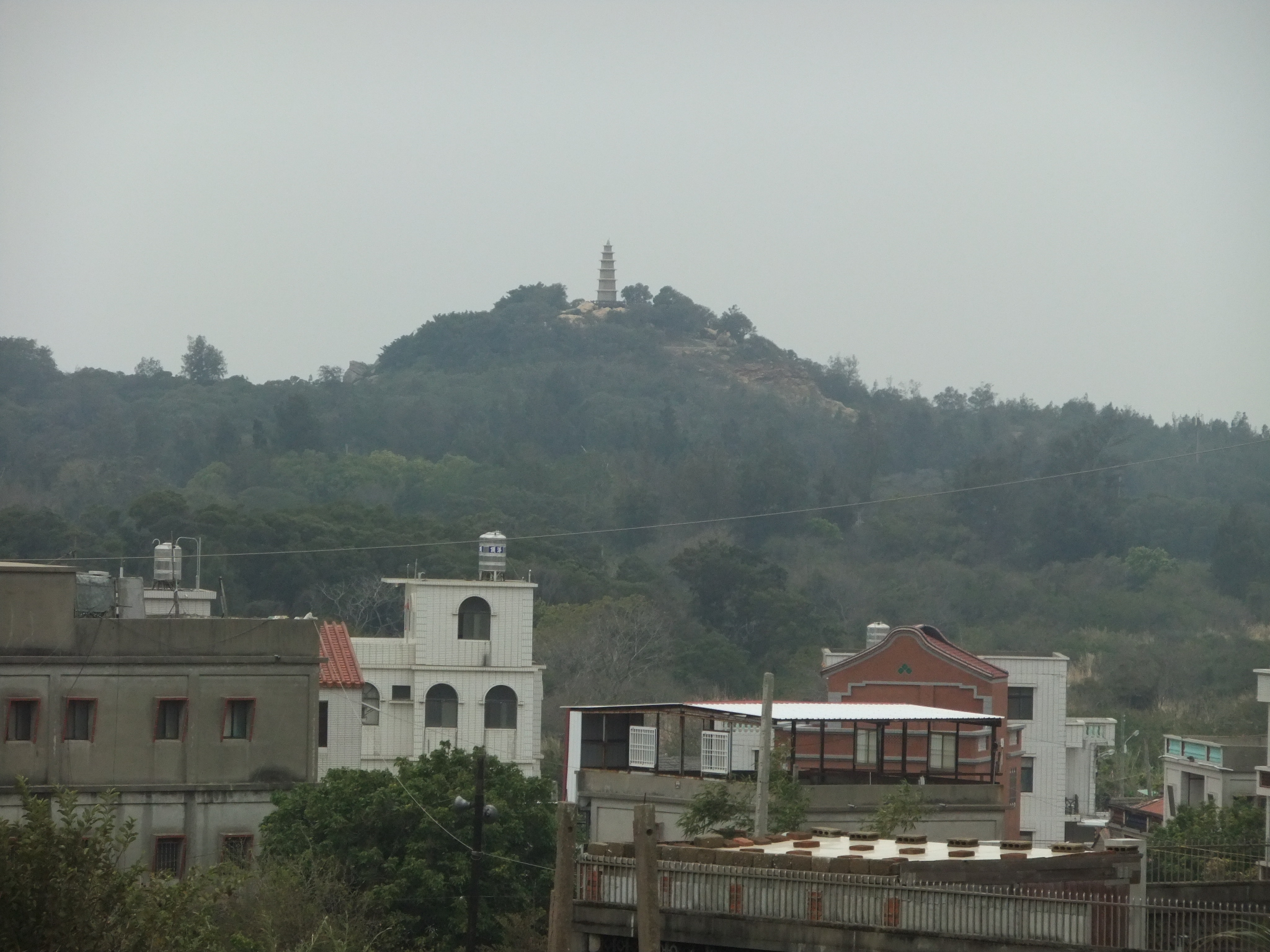
Пагода Маошань
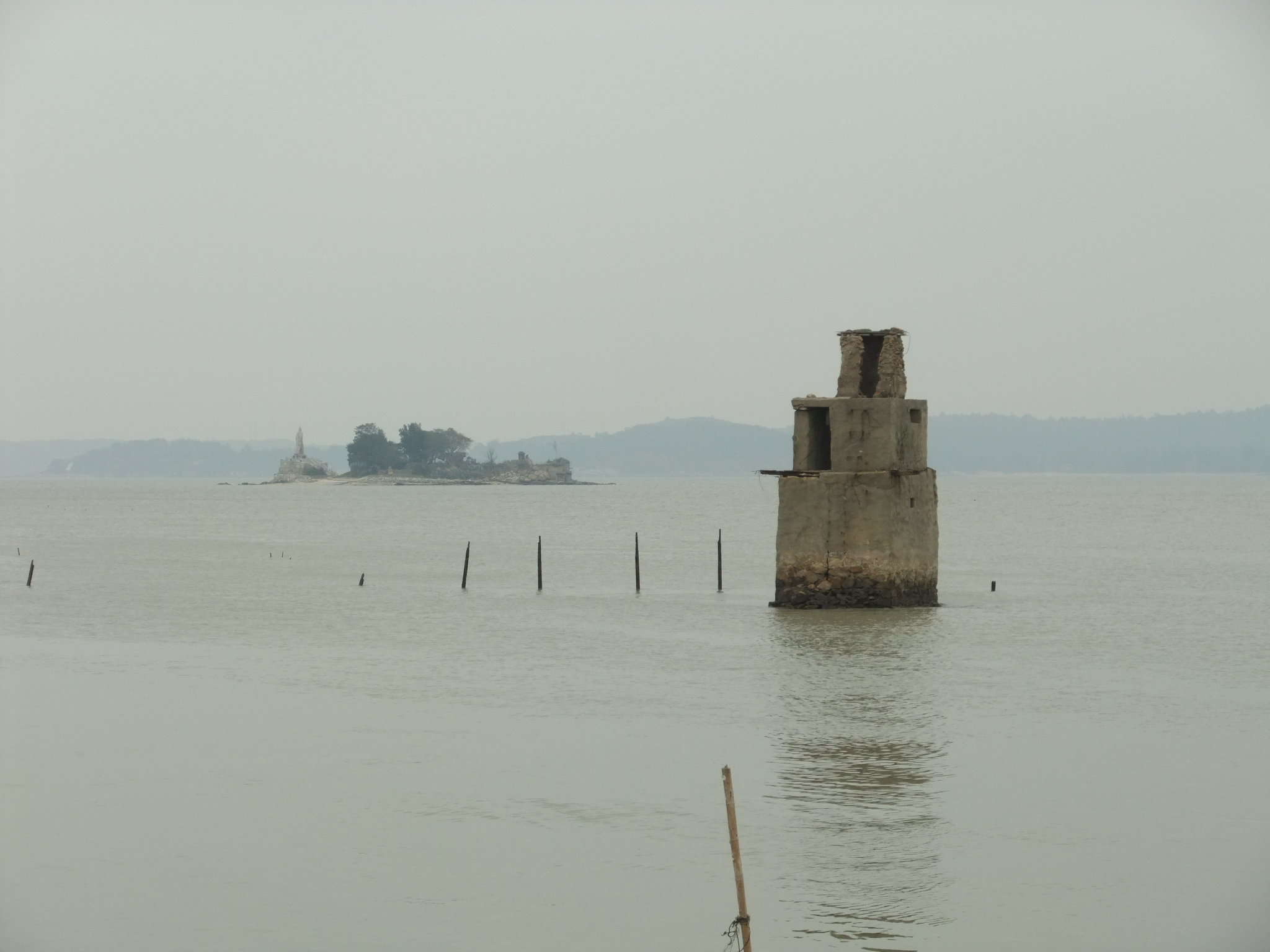
Островок Цзяньгун с памятником Коксинге и морской ДОТ в Цзиньмэньской гавани, во время высокого прилива
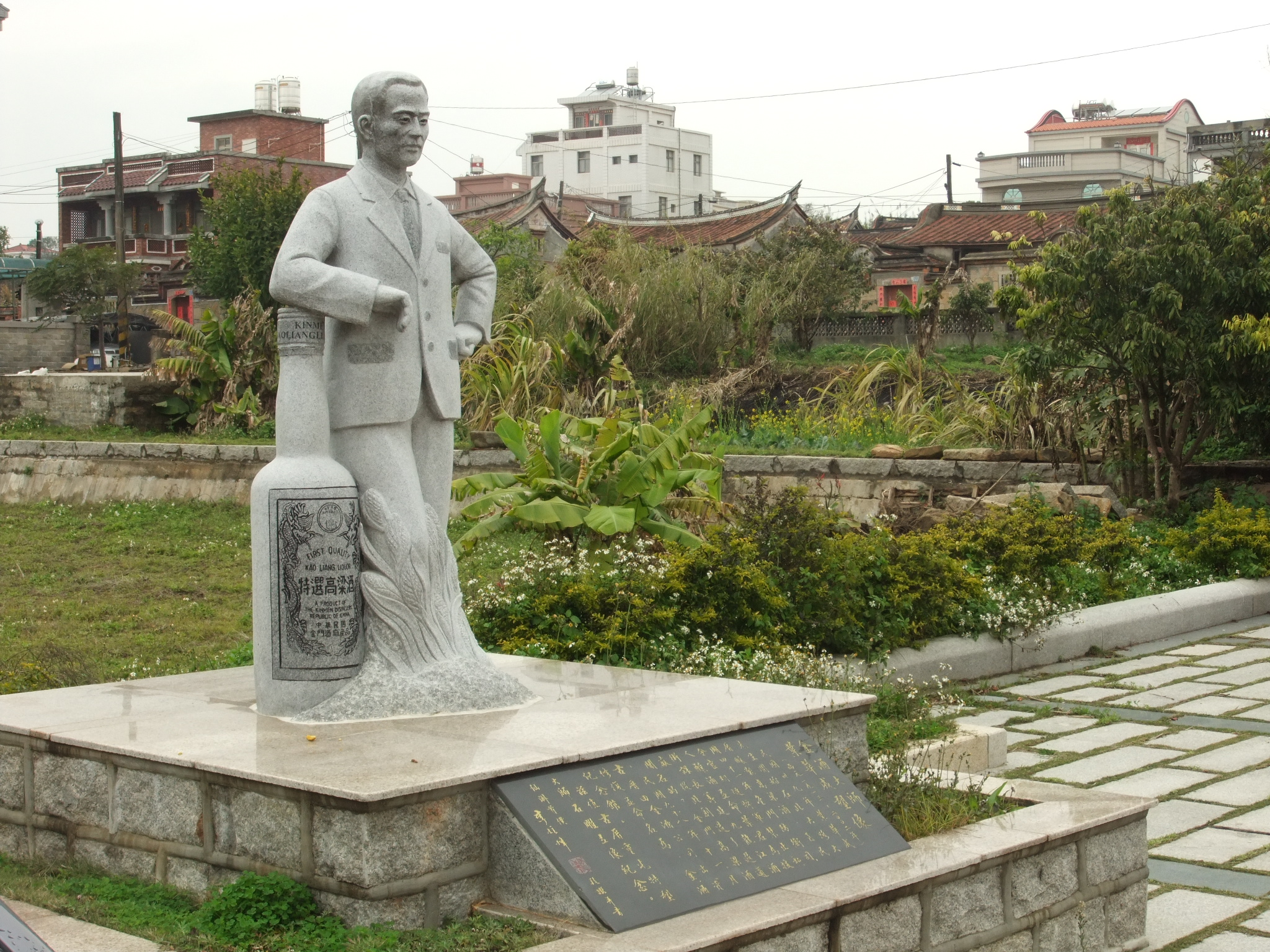
Памятник Е Хуачэну (葉華成), основателю Цзиньмыньской гаоляновой винодельни